# Aurantiopileus
Aurantiopileus — рід грибів. Назва вперше опублікована 2011 року.

## Класифікація
До роду Aurantiopileus відносять 4 види:
- Aurantiopileus dolosus
- Aurantiopileus mayaensis
- Aurantiopileus mayanensis
- Aurantiopileus pendens